# Lake Park (Karolina Północna)
Lake Park – wieś w Stanach Zjednoczonych, w stanie Karolina Północna, w hrabstwie Union.